# Elinborg Lützen

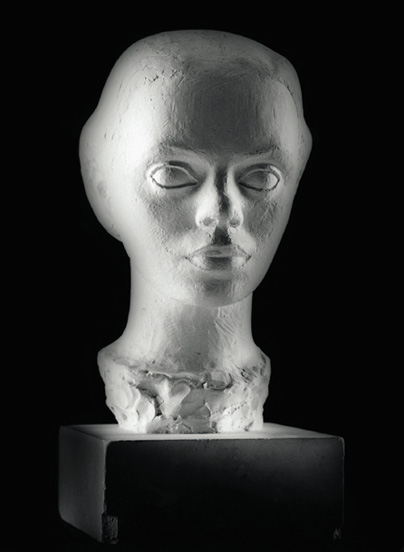
Die Büste Elinborg von Janus Kamban 1937 zeigt Elinborg Lützen als 18-Jährige. Foto: Ole Wich für das Kunstmuseum der Färöer.

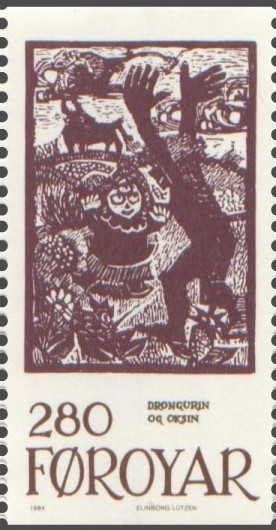
Drongurin og Oksin – Der Junge und der Ochse. Märchen-Briefmarke von 1984

Elinborg Lützen (* 26. Juli 1919 in Klaksvík/Färöer; † 22. November 1995 in Tórshavn) war die erste (und lange Zeit einzige) färöische Grafikerin.

## Leben
Elinborg entstammt der Familie eines deutschen Einwanderers, der im 19. Jahrhundert auf die Färöer kam. Sie ist die Tochter des Kaufmanns Andrias Christian Lützen (1875–1944) und von Hanne Joline Niclasen (1884–1957), und das sechste von neun Kindern. Sie wuchs in Klaksvík in einer gutbürgerlichen Umgebung auf, kam schon früh in Kontakt mit der Kunst und Kultur Europas und zeichnete seit ihrer Kindheit. Ihre Schwester Marianna Matras (1906–1996) wurde eine wichtige Textilkünstlerin. Ab 1930 ging sie auf die Realschule in Tórshavn und wohnte dort bei ihrer Tante Ingeborg Lützen, in deren Haus zeitgenössische Künstler ein und aus gingen.
1937 bis 1940 studierte sie an der Zeichen- und Kunstindustrieschule in Kopenhagen. Hier blieb sie, aufgrund der deutschen Besetzung Dänemarks und der Unmöglichkeit, auf die britisch besetzten Färöer zu gelangen, bis zum Ende des Krieges. Am 22. Dezember 1944 heiratete sie ihren Landsmann und langjährigen Lebensgefährten Sámal Mikines, dem sie schon früher Modell stand. Ebenso stand sie Modell für den Bildhauer Janus Kamban, der 1937 eine Büste von ihr schuf, die heute im Kunstmuseum der Färöer zu sehen ist. Die Ehe des Künstlerpaares hielt nur bis 1952 und blieb kinderlos. Bereits seit 1947 lebte Elinborg Lützen von Mikines getrennt und wohnte bis 1981 in Klaksvík.
1957–58 studierte sie an der Kunsthandwerksschule in Bergen. Dort perfektionierte sie ihre fortan bevorzugte Technik des Linolschnitts. Um 1971 entwickelte sie eine Technik des mehrfarbigen Linolschnitts. 1978 bekam sie als erste Frau die seit 1951 gestiftete jährliche Ehrenauszeichnung des Løgtings.

## Werk
Elinborg Lützens Werk handelt von nordischen Mythen, Märchen und Mystik. In ihren größeren Arbeiten beschäftigt sie sich mit dem Tag des Gerichts und anderen Symbolen des Schreckens. Ihre Buchillustrationen prägten ganze Generationen von färöischen Kindern. Zum Beispiel schreibt der Grafiker Anker Eli Petersen 2004 rückblickend in einem Artikel über sie:
Wie die Meisten meiner Generation wuchs ich mit Elinborg Lützens magischen und mythischen Landschaften auf. Ihre Buchillustrationen in Form von Linolschnitten waren wie Schatzkarten Schlüssel zu einer Phantasiewelt wo jedes Detail lebendig erscheint. [...] die Märchensammlung „Ævintýr I – VI“ des färöischen Schriftstellers Heðin Brú, die zwischen 1959 und 1974 erschien, hat sich so sehr im Geist meiner Generation eingeprägt, dass ich mir kein Märchen vorstellen kann, ohne an die bildende Kunst Elinborg Lützens zu denken.
Aber auch in der färöischen Erwachsenenwelt der damaligen Zeit nahmen ihre Buchillustrationen einen festen Platz ein. Sie zeigte im Rahmen färöischer Kunstausstellungen ihre Arbeiten in ganz Skandinavien, Schottland und den USA.
Für Postverk Føroya gestaltete sie die sechs Briefmarken der Märchen-Serie von 1984. Viele ihrer Bilder sind in der ständigen Ausstellung des Listasavn Føroya zu sehen, das den größten Teil ihres Nachlasses an Linolschnitten beherbergt.
Siehe auch: Färöische Kunst

## Illustrierte Bücher
(Auswahl, Titel bisher nur in färöischer Sprache erschienen)
- Heðin Brú: Ævintýr. Tórshavn: Føroya Lærarafelag, 1959–1974 – 6 Bände (färöische Märchensammlung. Die 2. Auflage erscheint seit 1974)
- Hans Andrias Djurhuus: Barnarímur. Tórshavn: Bókadeild Føroya Lærarafelags, 2000 – S. 89 (5. Auflage) ISBN 99918-1-237-7 (färöische Kinderlieder)